# くりの木ランチ

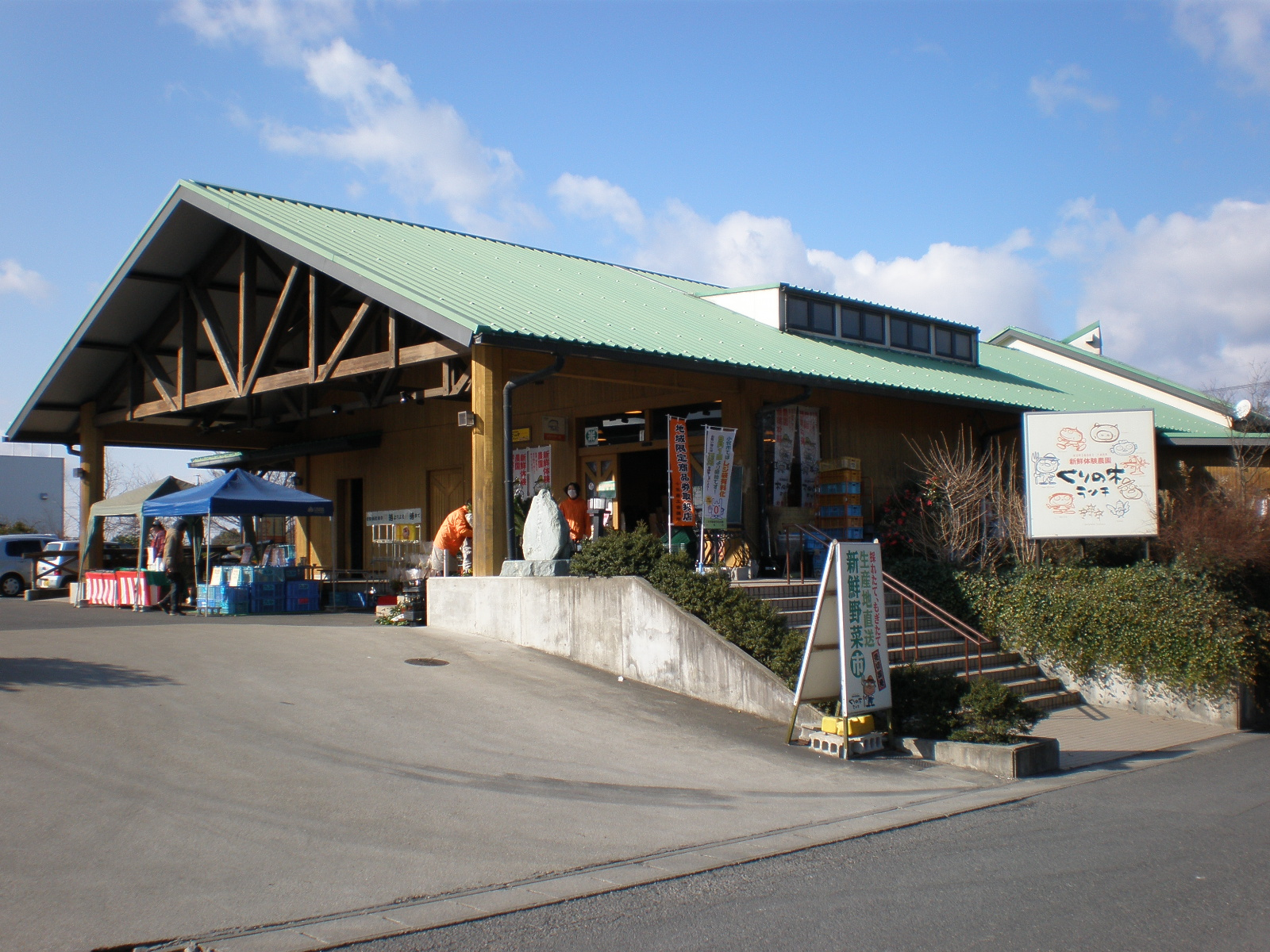
くりの木ランチ本店

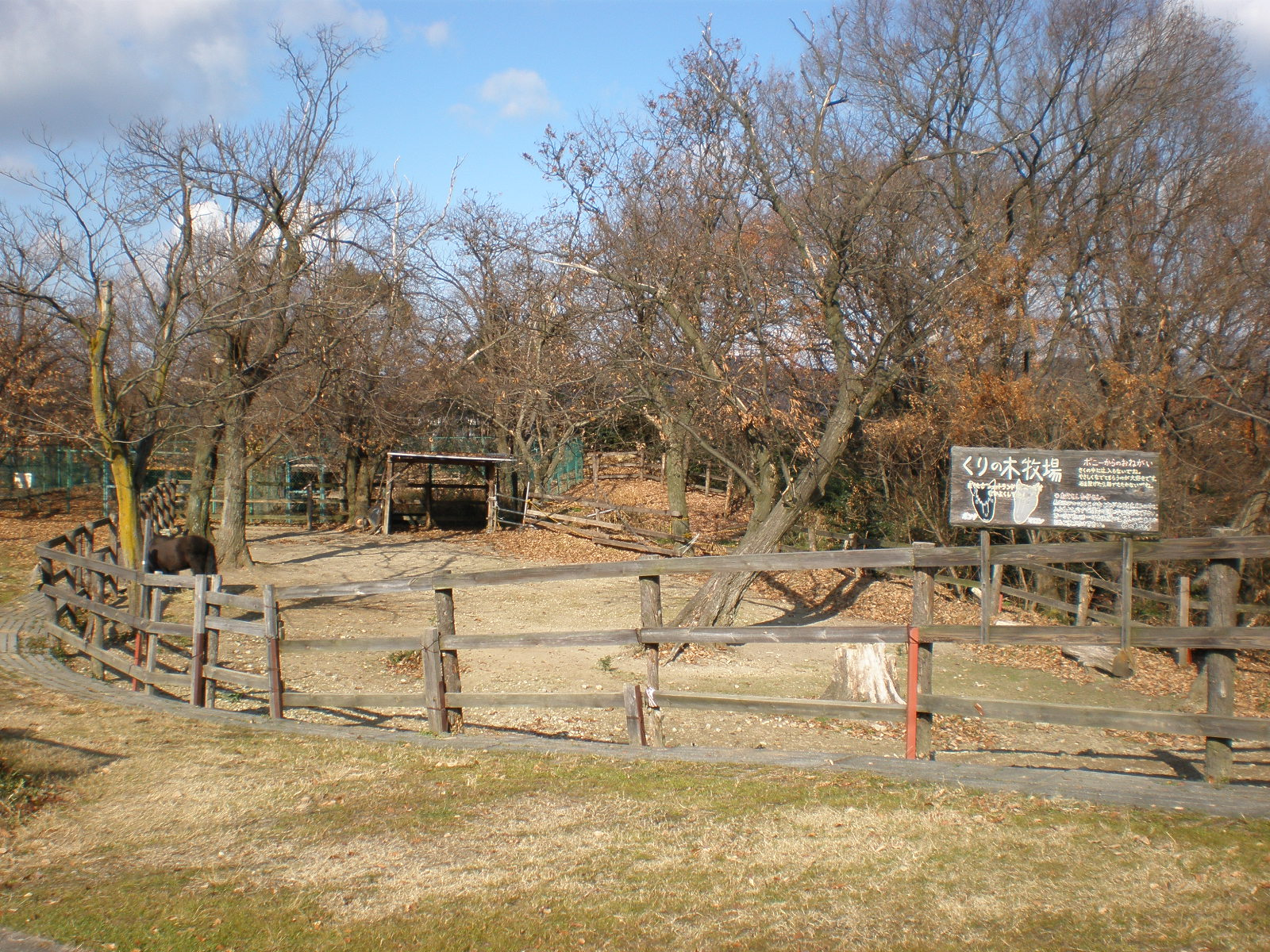
本店にあるミニ牧場

くりの木ランチ（くりのきランチ）とは、愛知県小牧市東部にある体験型の農場、および同県春日井市の商業施設ザ・モール春日井内にあった同名の店舗のことである。

## 概要
運営会社である株式会社クレストが生産している鶏肉や豚肉や鶏卵、およびそれらから作られた様々な加工食品を販売する直売所として、1999年（平成11年）に小牧市にオープンした。名称の一部である「ランチ」の意味は、英語で「昼食」を意味する「lunch」ではなく、英語で「牧場」や「農場」などを意味する「ranch」である。
2001年（平成13年）に同施設はリニューアル。レストランや、野菜や草花などが植えられた庭園、ミニ豚やポニーなどが触れる施設などを合わせたテーマパークとなった。また施設内のイベントホールでは、ウインナーの手作り体験教室やバーベキュー体験教室など、料理に関する教室が定期的に開かれている。
2005年（平成17年）、春日井市にある商業施設内に2号店がオープン。クレストが生産している鶏肉や豚肉や鶏卵、およびそれらから作られた加工食品などが売られていた。

## 歴史
- 1999年（平成11年） - （株）クレストの生産する鶏卵や豚肉などの直売所としてオープン。
- 2001年（平成13年） - 本店がテーマパークとしてリニュアルオープン。
- 2005年（平成17年）9月16日 - ザ・モール春日井に2号店がオープン。
- 2010年（平成22年）8月 - ザ・モール春日井店・閉店。
- 2013年（平成25年）11月 - ネットショップ・開店。

## 所在地
- 愛知県小牧市大字大草5995